# Lophuromys melanonyx
Lophuromys melanonyx је врста глодара из породице мишева (Muridae).

## Распрострањење
Етиопија је једино познато природно станиште врсте.

## Станиште
Врста Lophuromys melanonyx има станиште на копну.

## Угроженост
Ова врста се сматра рањивом у погледу угрожености врсте од изумирања.

### Популациони тренд
Популациони тренд је за ову врсту непознат.